# 姫路市立野里小学校
姫路市立野里小学校（ひめじしりつ のざとしょうがっこう）は、兵庫県姫路市坊主町にある公立小学校。姫路城の近くに位置する。校区は姫路城周辺の歴史的地域に定められている。

## 沿革
- 1879年（明治12年）9月 - 城東小学校の分教場として堀留町で開校。
- 1901年（明治34年）4月 - 野里尋常小学校として独立。
- 1903年（明治36年）10月 - 現在地に校舎を移転、新築。この日を開校記念日とする。
- 1906年（明治39年）4月 - 野里尋常高等小学校と改称、同時に高等科を設置。
- 1912年（明治45年）4月 - 高等科廃止、幼稚園設置。
- 1930年（昭和5年）10月 - 三上参次作詞、杉江秀作曲による校歌が制定される。
- 1941年（昭和16年）4月 - 姫路市立野里国民学校に改称。
- 1945年（昭和20年）7月 - アメリカ軍による空襲により校舎がほぼ全焼。野里校区内寺院において授業を行なう。
- 1947年（昭和22年）6月13日 - 昭和天皇の戦後巡幸。この当時、敷地を城巽小学校と共有、校舎は元陸軍兵舎や倉庫を利用していた[1]。
- 1948年（昭和23年）2月～1952年（昭和27年）10月 - 復興第1～5期工事完工。
- 1953年（昭和28年）10月 - 創立50周年式典および祝賀会開催。
- 1964年（昭和39年）3月 - 講堂完成。
- 1977年（昭和52年）3月 - 病弱学級新設。
- 1983年（昭和58年）3月 - 80周年記念祝典開催。
- 2003年（平成15年）10月 - 創立100周年記念式典開催。（以上[2]）

## 所在地
日本城郭研究センターの中堀を挟んだ北隣、野里地区の西端に当たる坊主町（ぼうずまち）に所在している。江戸時代は武家地であった。

## 校区
姫路市本町68番地の兵庫県立歴史博物館、日本城郭研究センター、姫路医療センター、兵庫県立姫路東高等学校などがある地域（姫路城の中曲輪北部）から、1889年（明治22年）市制施行時の姫路市の北端までの一帯（近世・近代の野里地区）が校区である（「野里」という町丁（自治会名から「大日町」「北野町」などと呼ばれる）、野里駅（西中島）は水上校区）。姫路城北側のシロトピア記念公園には戦後に市営姫山住宅が設置されてこれも校区に含まれたが撤去されている。
- 同心町（城東小学校校区を除く。）・五郎右衛門邸・堺町・竹田町・福居町・八木町・金屋町・生野町・橋之町・福本町・米屋町・鍵町・坊主町・河間町・鍛冶町・野里寺町・大野町・威徳寺町・梅ケ枝町・野里東同心町・野里新町・野里中町・野里東町・野里月丘町・野里堀留町・野里慶雲寺前町・野里上野町一丁目・野里上野町二丁目・野里大和町・野里の一部[3]・本町の一部[4]

卒業後は姫路市立城乾中学校に進学する。

## 校区の主な建造物及び名所
- 日本城郭研究センター
  - 姫路市立城内図書館
- 兵庫県立歴史博物館
- 国立病院機構姫路医療センター
  - 姫路医療センター附属看護学校
- 兵庫県立姫路東高等学校
  - 兵庫県立姫路北高等学校
- シロトピア記念公園
- 固寧倉（こねいそう）（姫路市指定文化財）
- 野里商店街
- 野里銀座
- 日吉神社
- 慶雲寺
- 光正寺
- 雲松寺
- 誓光寺

## 著名な出身者
- 五十嵐播水（俳人）
- 阿部知二（小説家）
- 高田賢三（ファッションデザイナー）
- 弓岡敬二郎（プロ野球選手（阪急→オリックス））
- 堀川和洋（元姫路市長）（以上[7]）

## 通学区域が隣接している学校
- 姫路市立城乾小学校
- 姫路市立城北小学校
- 姫路市立水上小学校
- 姫路市立城東小学校
- 姫路市立白鷺小中学校
- 姫路市立城西小学校